# Jennifer Li
Jennifer Li, née le 21 septembre 1966 à Pékin (Chine), est une dirigeante d'entreprise chinoise, depuis 2008 directrice financière de Baidu, le moteur de recherche chinois, l’une des plus importantes sociétés internet au monde,. En 2016, Jennifer Li est incluse dans la liste des 50 femmes les plus puissantes du magazine Fortune.

## Biographie

### Enfance et formation
Jennifer Li a grandi à Pékin, en Chine. Enfant, elle rêvait de devenir astronaute parce que cela représentait un «défi intellectuel et physique". Elle a obtenu une licence à l'Université de Tsinghua en Chine et un Master of Business Administration à l'Université de la Colombie-Britannique au Canada.

### Directrice financière deBaidu, l’une des plus importantes sociétés internet au monde
À partir de 1994, Jennifer Li occupe divers postes dans la finance à General Motors. Elle travaille successivement en Chine, au Canada, aux États-Unis et à Singapour. Entre 2005 et 2008, elle est contrôleur de General Motors Acceptance Corporation North American Operations. 
En mars 2008, elle est nommée directrice financière de Baidu. Elle travaille également dans les départements marketing et ressources humaines. Elle est aussi impliquée dans la stratégie de fusions-acquisitions de l'entreprise,. Elle est parfois comparée à Sheryl Sandberg directrice des opérations de Facebook. En tant que le no 2 de Baidu, elle a contribué à une croissance importante de l'entreprise. En 2015, une année difficile pour la plupart des entreprises chinoises, les revenus ont augmenté de 32% et les profits de 150%.
Elle est également membre du conseil d'administration de Philip Morris International.

### Vie de famille
Jennifer Li est mariée, a 2 enfants et réside à Pékin,. Dans un article de 2013, elle explique comment elle relève le défi de jongler entre ces responsabilités de parent et sa vie professionnelle. Elle déclare aussi: "Les femmes en Chine ont de nombreuses opportunités professionnelles car la promotion n’est pas lié au sexe mais est basé sur le mérite. La Chine est un environnement très favorable pour les femmes d’affaires".
Depuis 2013, elle est répertoriée comme l'une des 100 femmes les plus influentes du monde par Forbes. En 2016, elle est aussi incluse dans la liste des 50 femmes les plus puissantes du magazine Fortune. 